# Сан-Патрісіо (Техас)
Сан-Патрісіо (англ. San Patricio) — місто (англ. city) в США, в округах Сан-Патрисіо і Нюесес штату Техас. Населення — 384 особи (2020).

## Географія
Сан-Патрісіо розташований за координатами 27°59′4″ пн. ш. 97°46′13″ зх. д. / 27.98444° пн. ш. 97.77028° зх. д. (27.984348, -97.770176).  За даними Бюро перепису населення США в 2010 році місто мало площу 10,07 км², з яких 9,97 км² — суходіл та 0,10 км² — водойми.

## Демографія
Згідно з переписом 2010 року, у місті мешкало 395 осіб у 141 домогосподарстві у складі 115 родин. Густота населення становила 39 осіб/км².  Було 162 помешкання (16/км²).
Расовий склад населення:
| - 91,4 % — білих - 1,3 % — чорних або афроамериканців - 1,0 % — вихідців з тихоокеанських островів - 0,3 % — корінних американців - 5,3 % — осіб інших рас |

До двох чи більше рас належало 0,8 %. Частка іспаномовних становила 49,9 % від усіх жителів.
За віковим діапазоном населення розподілялося таким чином: 24,6 % — особи молодші 18 років, 61,7 % — особи у віці 18—64 років, 13,7 % — особи у віці 65 років та старші. Медіана віку мешканця становила 41,9 року. На 100 осіб жіночої статі у місті припадало 98,5 чоловіків;  на 100 жінок у віці від 18 років та старших — 97,4 чоловіків також старших 18 років.
Середній дохід на одне домашнє господарство  становив 88 027 доларів США (медіана — 70 500), а середній дохід на одну сім'ю — 96 891 долар (медіана — 77 679). За межею бідності перебувало 7,4 % осіб, у тому числі 4,9 % дітей у віці до 18 років та 4,8 % осіб у віці 65 років та старших.
Цивільне працевлаштоване населення становило 216 осіб. Основні галузі зайнятості: освіта, охорона здоров'я та соціальна допомога — 28,7 %, будівництво — 18,1 %, роздрібна торгівля — 8,3 %, виробництво — 8,3 %.